# Michel Lemerle
Pour les articles homonymes, voir Lemerle.
Michel Lemerle est un journaliste français de France Culture qui fut président du Syndicat national des journalistes (SNJ).

## Biographie
Journaliste au service politique de France Culture, élu au Comité d'entreprise de Radio France, Michel Lemerle prend en 1975 la présidence du SNJ lors d'un congrès au cours duquel il met l'accent sur le droit à la liberté d'expression des journalistes. Il succède à Lilian Crouail puis s'efface en 1976 devant Daniel Gentot et devient alors président de l'Union nationale des syndicats de journalistes.
A Radio-France, "l'affaire Lemerle" éclate lorsque Michel Lemerle est l'objet d'une sanction : avertissement par lettre recommandée de Jacqueline Baudrier, PDG de Radio-France : pour de sombres raisons politiques, se voit refuser, au terme de son mandat syndical, pour lequel il avait demandé un détachement, la réintégration dans son poste, dénonce alors au parlement le socialiste Georges Fillioud, futur ministre de la communication. En 1981, le SNJ se réjouit de la réintégration de Michel Lemerle à son poste. Le journaliste devient ensuite rédacteur en chef, spécialiste de l’actualité politique, à la rédaction nationale de France 3, et reste un membre actif du bureau national du Syndicat national des journalistes (SNJ).